# Grincourt-lès-Pas
Grincourt-lès-Pas je francouzská obec v departementu Pas-de-Calais v regionu Hauts-de-France. V roce 2014 zde žilo 32 obyvatel.

## Poloha obce
Obec leží u hranic departementu Pas-de-Calais s departementem Somme.
Sousední obce jsou: Lucheux (Somme), Mondicourt, Pas-en-Artois a Warlincourt-lès-Pas.

## Vývoj počtu obyvatel
Počet obyvatel